# 탕수이

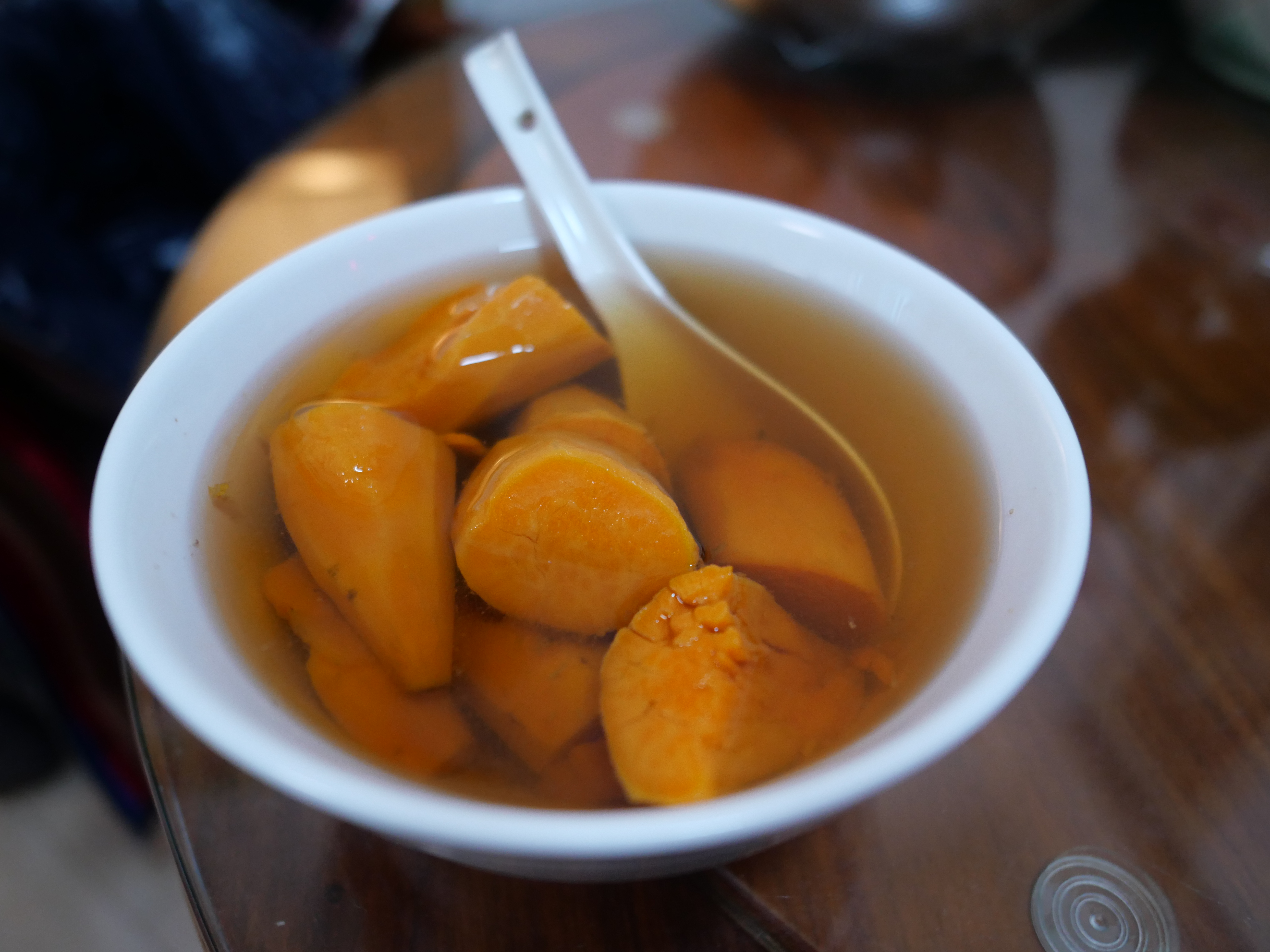

탕수이(糖水)는 중국 광둥 지방에서 식사 후 디저트로 제공되는 달콤한 수프의 총칭이다.

## 탕수이의 유래
탕수이는 고대 왕족과 귀족들이 연회 후 먹던 달콤한 탕 종류에서 유래되었으며 음식의 기를 다스리고 소화를 돕는 역할을 해왔다.

### 광둥성의 전통음식
중국 남동부에 위치한 광둥성은 아열대에 속해 여름이 길고 습도가 높다. 덥고 습한 날씨 때문에 어느 골목에서나 찾아볼 수 있다. 광둥 지역 사람들은 특히 진득하게 고아 낸 탕과 탕수이는 보양을 좋아하는 광둥 지역 사람들에게 제격이다. 탕수이는 단 음식에 속하지만 재료 선택에서부터 중의학 지식을 적용하여 보양 기능을 강조한다.

## 탕수이 종류
탕수이의 종류는 셀 수 없이 많으며 베이스와 토핑으로 구성된다. 가장 흔한 베이스는 '쐉피나이', '장좡나이', '시미루', 팥 또는 녹두사, 량펀, 구이링가오, 우유 코코넛 밀크, 과일빙수, 설탕 또는 흑당물 등이 있다. 토핑의 경우는 그 가짓수가 너무나 다양하다. 개방적이고 포용적인 광둥 지역의 식문화를 엿볼 수 있는 대목이다.

### 망고사고 만드는법
탕수이의 종류 중 하나인 망고 사고 만드는 법은 아래와 같다.
1. 냄비에 물 1L를 넣고 끓기 시작하면 사고펄을 넣은 후 15분 끓여주며 잘 저어준다.
2. 투명색으로 바뀐 사고펄을 찬물에 행궈 준다.
3. 망고 1개와 우유 50ml를 함께 갈아준다.
4. 넉넉한 사이즈의 통에 사고 펄, 망고, 갈아준 망고를 넣고 코코넛 밀크 수박, 연유 등이 재료를 취향껏 넣고 당도를 조절해준다.
5. 냉장고에서 4시간 이상 충분히 숙성시켜준다.

### 탕수이의 시각적 매력
탕수이는 주로 투명하고 반짝이는 젤라틴 형태로 만들어지며, 다양한 색상의 재료가 사용되어 화려한 비주얼을 볼 수 있다. 과일 조각이나 꽃잎, 또는 색색의 시럽이 함께 어우러져 시각적으로 더욱 아름답게 장식된다. 이러한 재료를 통해 탕수이를 보며 맛뿐만 아니라 시각적으로도 즐길 수 있다.